# مجاريح (مسلسل)
مجاريح مسلسل تلفزيوني كويتي عرض في شهر رمضان 2023، وهو من إخراج عيسى ذياب وتأليف جمال سالم وبطولة سعاد عبد الله، أسمهان توفيق، هند البلوشي، هنادي الكندري وعبد الله الطراروة.

## ملخص القصة
تخرج غنيمة من السجن بعد عشرات السنين بسبب تهمة لفقها لها زوجها، لكنها تبدأ رحلة من الخيبات والمآسي من جديد بسبب صراعات مع أقاربها.

## طاقم العمل

### الممثلون
- سعاد عبد الله بدور «غنيمة»
- أسمهان توفيق بدور «هيا»
- هند البلوشي بدور «بدرية»
- هنادي الكندري بدور «فوزية»
- عبد الله الطراروة بدور «عبدالله»
- محمد الحداد بدور «خالد»
- نور الدليمي بدور «حنان»
- صمود المؤمن بدور «ياسمين»
- فهد باسم بدور «ماجد»
- فاطمة الطباخ بدور «عبير»
- ميثم بدر بدور «منصور»
- غرور بدور «منيرة»
- عبد الإمام عبد الله بدور ««غازي»»